# Howhannawank
Koordinaten: 40° 20′ 21,9″ N, 44° 23′ 19,1″ O

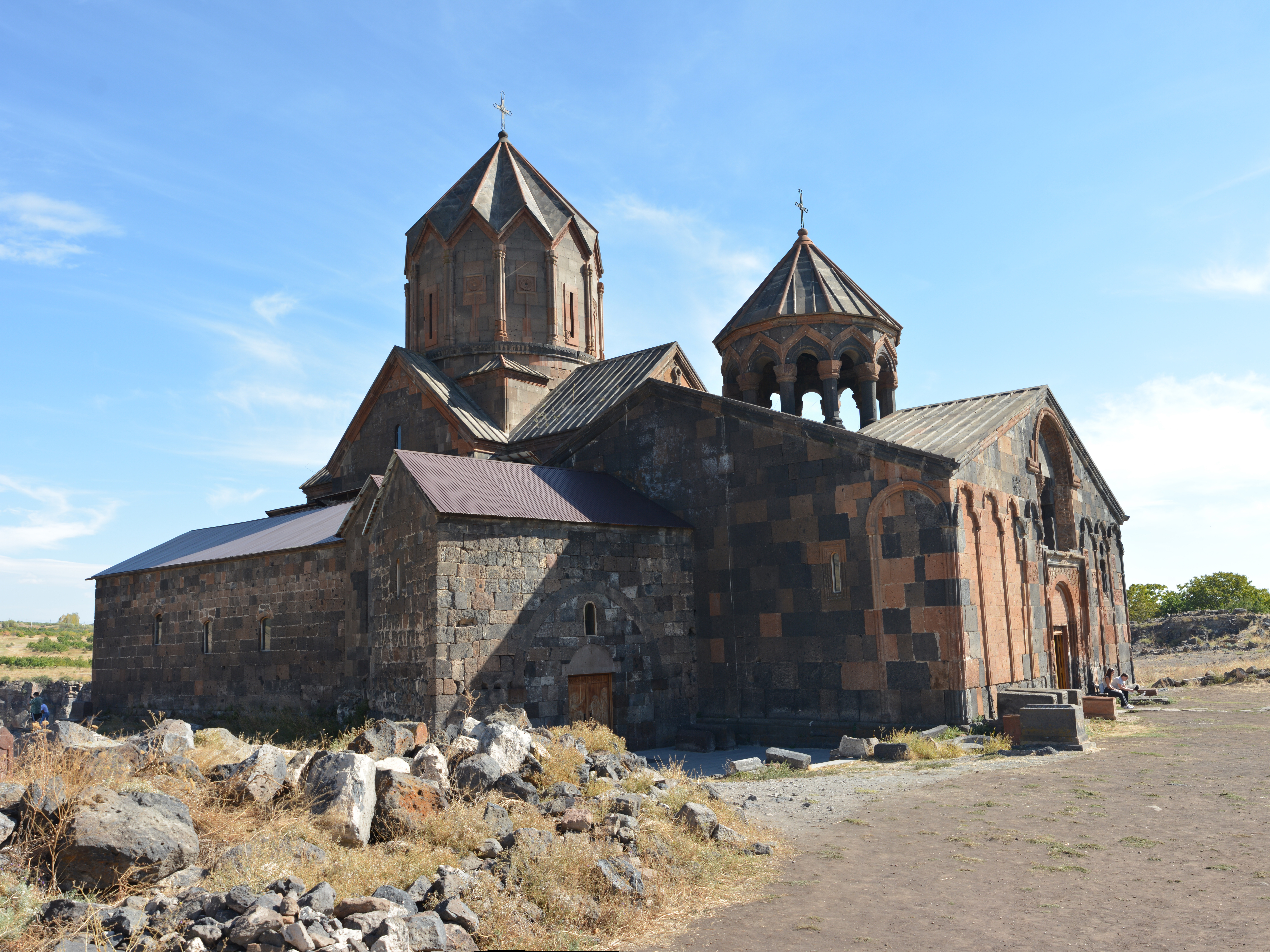
Howhannawank

Howhannawank (armenisch Հովհաննավանք; übersetzt Johanneskloster) ist ein Kloster der Armenischen Apostolischen Kirche in Ohanawan (Provinz Aragazotn), etwa fünf Kilometer nördlich der Provinzhauptstadt Aschtarak und gut 20 Kilometer nordwestlich von Jerewan. Es ist Johannes dem Täufer geweiht.
Das Kloster liegt direkt am rechten Rand der Schlucht des Kassagh, fünf Kilometer südlich des vom selben Fürsten der Vatschutian-Dynastie gestifteten Klosters Saghmosawank. Das Kloster ist von einer Mauer umgeben, außerhalb davon sind nur einige Gebäudereste erhalten, die weltlichen Zwecken dienten. Der Legende nach wurde Howhannawank im 4. Jahrhundert von Gregor dem Erleuchter gegründet. Die Entstehung der Anlage wird ungefähr in das 5./6. Jahrhundert datiert. Die meisten Bauten stammen aus dem 13. Jahrhundert, so auch die von 1216 bis 1221 errichtete Kathedrale, die von 1652 bis 1734 erneuert wurde. Den ältesten Teil Howhannawanks bildet die einschiffige und durch ein Tonnengewölbe getragene Johanneskirche, die im Norden an den jüngeren Hauptbau grenzt. Im Gawit, der aus der Mitte des 13. Jahrhunderts stammt und westlich an den Hauptbau anschließt, wurde die Kuppel 1274 durch eine zwölfsäulige Rotunde ersetzt. Erdbeben in den Jahren 1679 und 1918 fügten Howhannawank schwere Schäden zu.

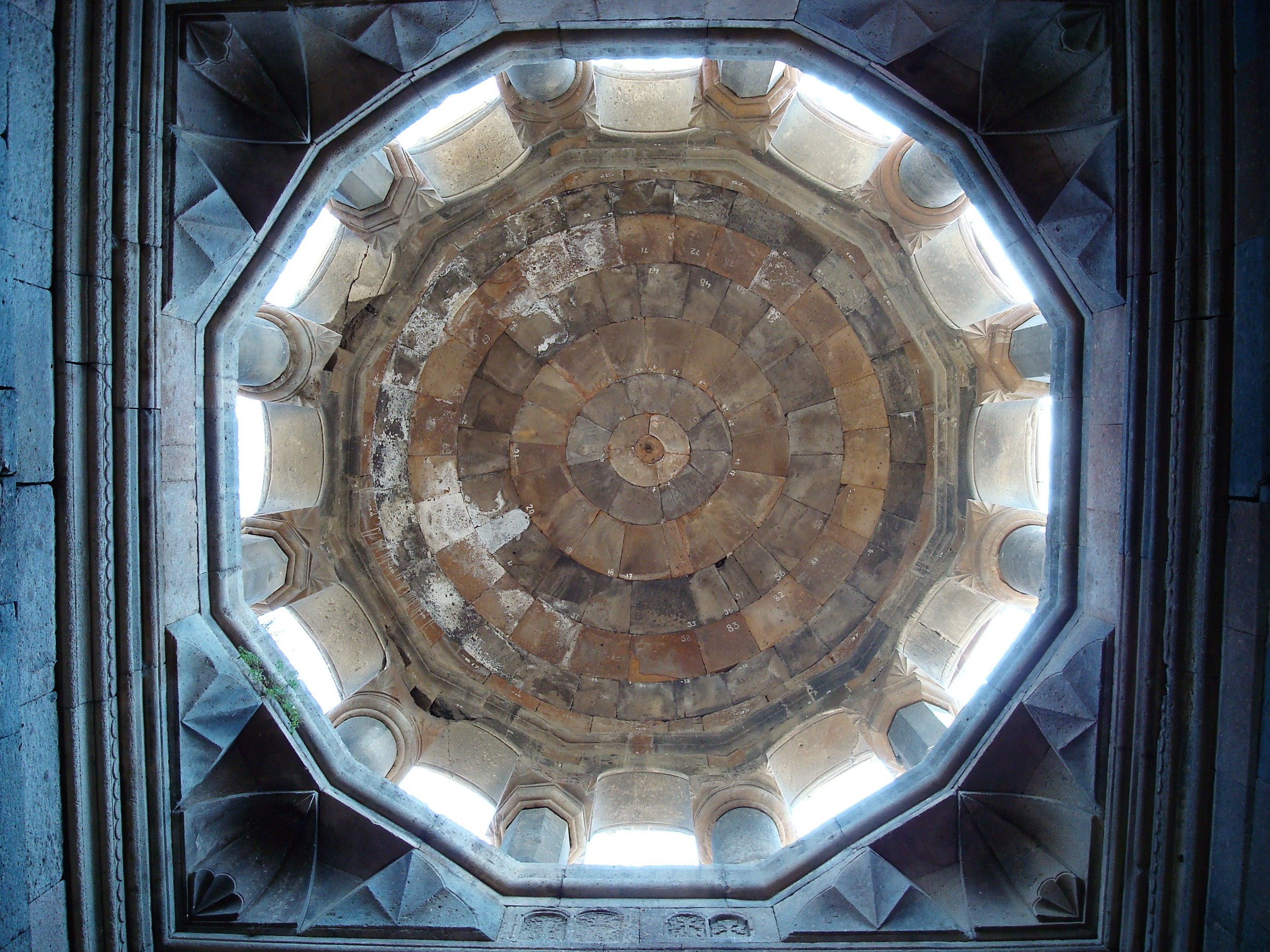
Blick in die zwölfsäulige Rotunde
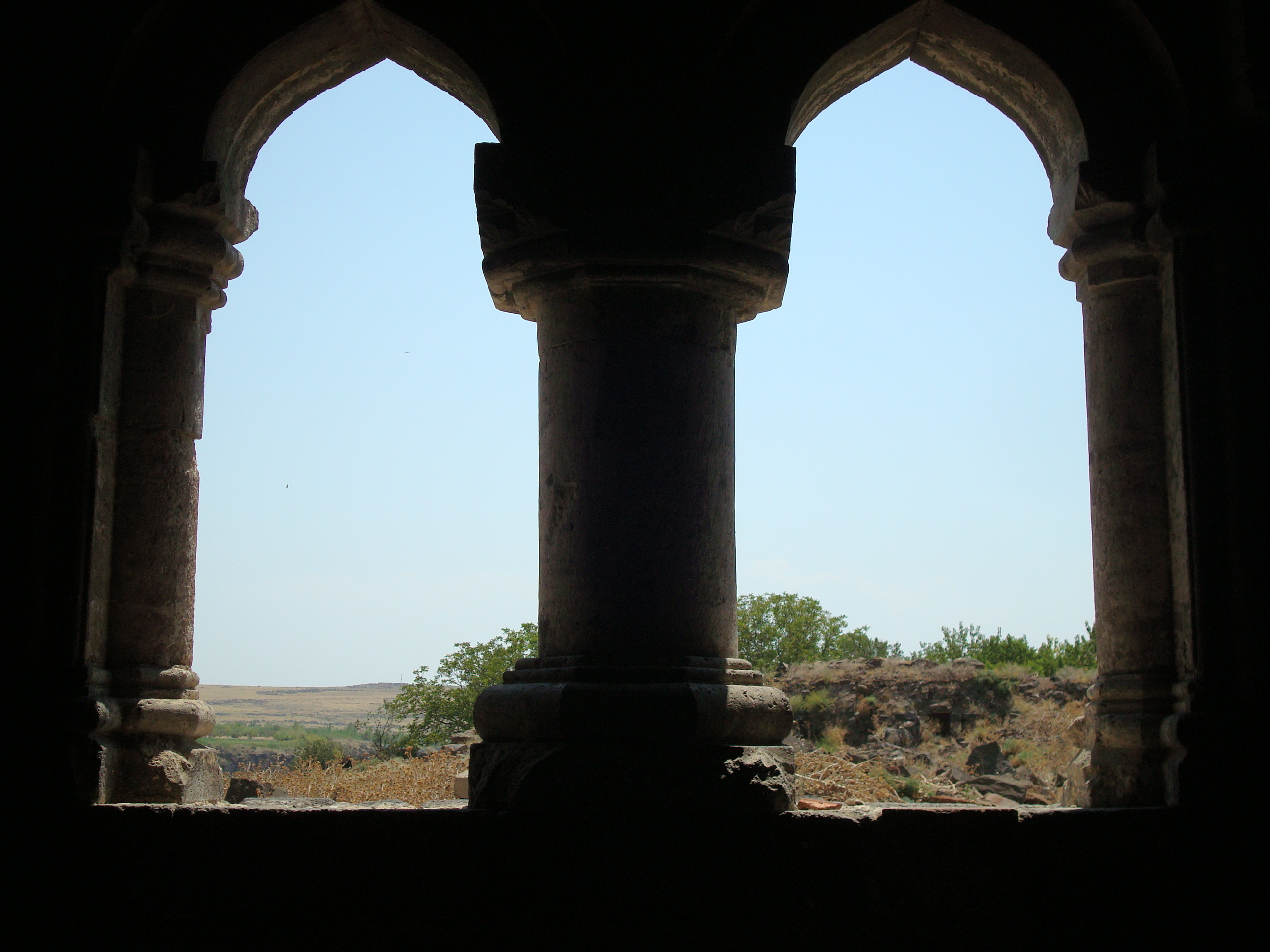
Blick aus dem Gawit nach Süden

Howhannawank am Rande des Kassagh-Canyons im Oktober 2018

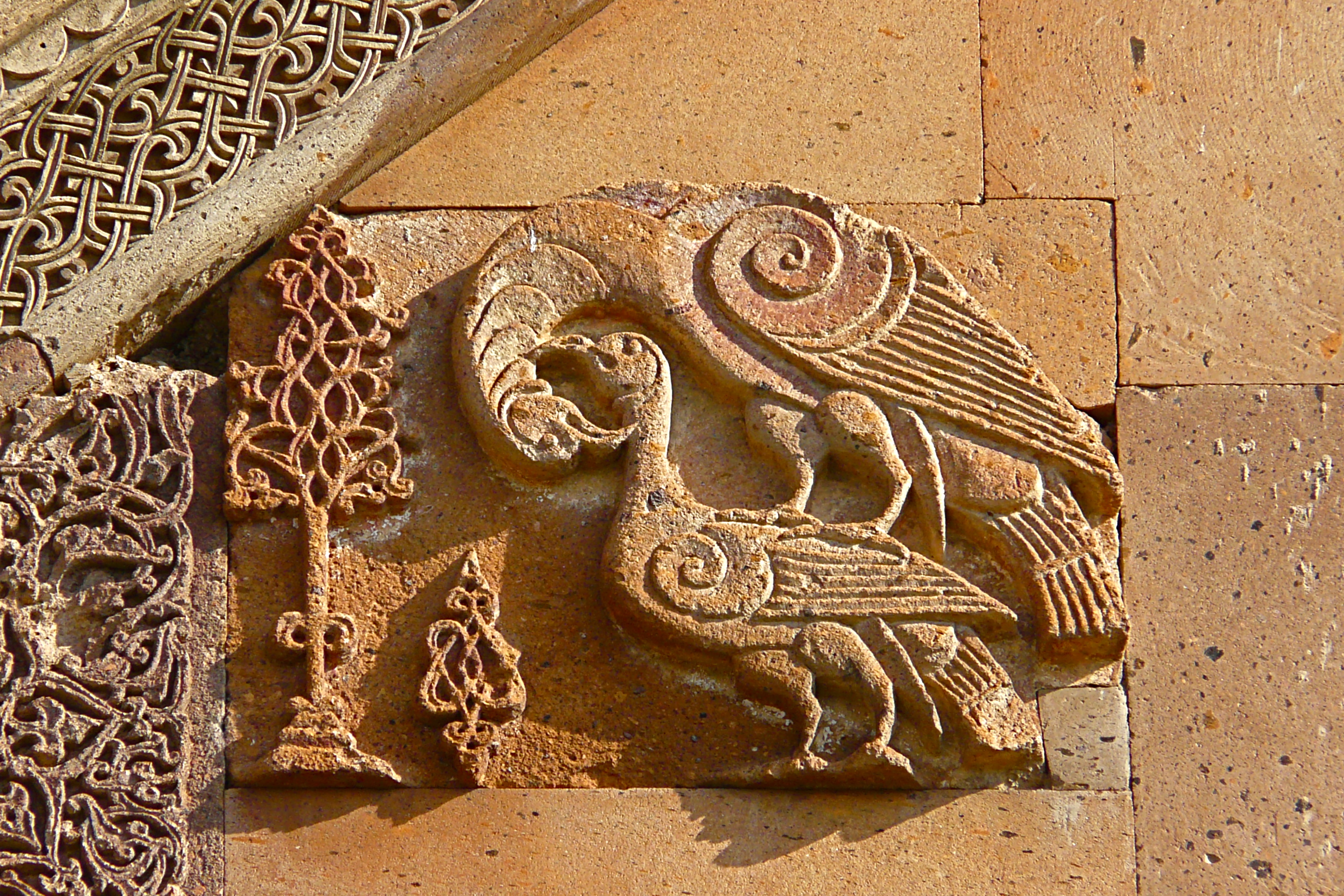
Detail